# Donnie Iris
Donnie Iris (Dominic Ierace, 28 de febrero de 1943) es un músico estadounidense conocido por su trabajo en las bandas the Jaggerz y Wild Cherry durante los setenta, y por liderar la agrupación the Cruisers en los ochenta. Compuso el éxito "The Rapper" con the Jaggerz en 1970 (Nro. 2 en Billboard) y fue miembro de Wild Cherry cuando lograron un Nro. 1 en las listas con la canción "Play That Funky Music."

## Discografía

### Donnie Iris and the Cruisers (1979–presente)

#### Estudio
| Año  | Título                       | Posición en lista Billboard | Discográfica     |
| ---- | ---------------------------- | --------------------------- | ---------------- |
| 1980 | Back on the Streets          | 57                          | Midwest National |
| 1981 | King Cool                    | 84                          | MCA              |
| 1982 | The High and the Mighty      | 180                         | MCA              |
| 1983 | Fortune 410                  | 127                         | MCA              |
| 1985 | No Muss...No Fuss            | 115                         | HME              |
| 1992 | Out of the Blue              | —                           | Seathru          |
| 1993 | Footsoldier in the Moonlight | —                           | Seathru          |
| 1997 | Poletown                     | —                           | Seathru          |
| 1999 | Together Alone               | —                           | Primary          |
| 2006 | Ellwood City                 | —                           | Primary          |
| 2010 | Ah! Leluiah!                 | —                           | Primary          |

## Músicos de Donnie Iris and the Cruisers
- Donnie Iris, voz (1979–presente)
- Mark Avsec, teclados (1979–presente)
- Marty Lee Hoenes, guitarra (1979–presente)
- Paul Goll, bajo (1993–presente)
- Kevin Valentine, batería (1979–1985, reunión de 1994, 2003–presente)